# ميل د. كول
ميل د. كول (بالإنجليزية: Mel D. Cole)‏ هو مصور أمريكي، ولد في 2 أغسطس 1976.